# 中井御霊神社
中井御霊神社（なかいごりょうじんじゃ）は東京都新宿区の神社。

## 概要
創建年代は不明である。
当社では、毎年1月13日に「備謝祭（びしゃまつり）」が開かれる。「びしゃ」とは、的を弓で射てその年の吉兆を占う行事で、主に関東地方で行われる行事である。新宿区では、他に葛谷御霊神社でも行われている。
当社には、備謝祭の的を製作するのに使う「分木」と呼ばれるコンパスが2本ある。この分木の製作年代は、それぞれ1563年（永禄6年）と1620年（元和6年）であり、戦国時代には、既にこの祭礼は存在していた。
かつては雨乞いの儀式が行われており、儀式のときに使う「龍王神」と書かれたむしろ旗が残っている。雨乞いは1923年（大正12年）の関東大震災まで行われていたという。

## 交通アクセス
- 都営地下鉄大江戸線・西武新宿線中井駅より徒歩10分。